# Арт колеж по екранни изкуства
Арт колежът по екранни изкуства е частен професионален колеж по екранни изкуства със седалище в София. Намира се на адрес ж.к. „Хаджи Димитър“, ул. „Панайот Хитов“ 7.

## Минало и настояще
Наследник е на Киностудия „Кремиковци“ и Школата по аудио-визуални изкуства „Славал – 7“. Създател и ръководител на киностудията, школата и колежа е Слав Едрев.

## Преподаватели и лектори
През годините постоянни и гостуващи преподаватели и лектори са много утвърдени личности свързани с киното, телевизията, радиото, театъра, анимацията, фотографията и журналистиката. Сред тях са: Георги Карайорданов, Генчо Генчев, Иванка Гръбчева, Анна Петкова, Милчо Милчев, Борис Карадимчев, Божидар Манов, Боян Даскалов, Божана Димитрова, Хачо Бояджиев, Ани Атанасова, Магдалена Караманова и много други.

## Реализация
Повечето от посещавалите и завършилите киностудията, школата и колежа се реализират много успешно. Сред тях са: операторите Мартин Балкански, Атанас Захариев, Веселин Господинов, Михаил Врабчев, Стефан Геков, Александър Иванов, сценариста Стефан Тасев, писателите Тодор Пейчев, Генадия Кортова, модела и актрисата Ирена Милянкова, телевизионните водещи Петя Стефанова и Таня Димитрова.